# Winnetka
Winnetka is een plaats (village) in de Amerikaanse staat Illinois, en valt bestuurlijk gezien onder Cook County.

## Demografie
Bij de volkstelling in 2000 werd het aantal inwoners vastgesteld op 12.419. In 2006 is het aantal inwoners door het United States Census Bureau geschat op 12.433, een stijging van 14 (0,1%). In 2016 is het aantal geschat op 12.417.

## Geografie
Volgens het United States Census Bureau beslaat de plaats een oppervlakte van 10,1 km², waarvan 9,9 km² land en 0,2 km² water.

## Plaatsen in de nabije omgeving
De onderstaande figuur toont nabijgelegen plaatsen in een straal van 8 km rond Winnetka.

## Geboren
- Rock Hudson (1925-1985), acteur
- Peter Baldwin (1931-2017), acteur, regisseur
- Dede Gardner (1967), filmproducente
- Charlotte Ross (1968), actrice
- Chris O'Donnell (1970), acteur